# Condado de Edwards (Kansas)
El condado de Edwards (en inglés: Edwards County) es un condado en el estado estadounidense de Kansas. En el censo de 2000 el condado tenía una población de 3.449 habitantes. La sede de condado es Kinsley. El condado fue fundado el 18 de marzo de 1874 y fue nombrado en honor a W. C. Edwards.

## Geografía
Según la Oficina del Censo, el condado tiene un área total de 1.611 km² (622 sq mi), de la cual 0,01% es agua.

### Condados adyacentes
- Condado de Pawnee (norte)
- Condado de Stafford (este)
- Condado de Pratt (sureste)
- Condado de Kiowa (sur)
- Condado de Ford (suroeste)
- Condado de Hodgeman (noroeste)

## Autopistas importantes
- U.S. Route 50
- U.S. Route 56
- U.S. Route 183
- Ruta Estatal de Kansas 19

## Demografía
En el  censo de 2000, hubo 3.449 personas, 1.455 hogares y 955 familias residiendo en el condado. La densidad poblacional era de 6 personas por milla cuadrada (2/km²). En el 2000 había 1.754 unidades habitacionales en una densidad de 3 por milla cuadrada (1/km²). La demografía del condado era de 92,52% blancos, 0,32% afroamericanos, 0,49% amerindios, 0,32% asiáticos, 5,57% de otras razas y 0,78% de dos o más razas. 9,71% de la población era de origen hispano o latino de cualquier raza. 
La renta promedio para un hogar del condado era de $30.530 y el ingreso promedio para una familia era de $38.250. En 2000 los hombres tenían un ingreso medio de $27.050 versus $20.132 para las mujeres. La renta per cápita para el condado era de $17.586 y el 10,40% de la población estaba bajo el umbral de pobreza nacional.

## Ciudades y pueblos
- Belpre
- Kinsley
- Lewis
- Offerle
- Trousdale